# Distrikt Ilave
Der Distrikt Ilave liegt in der Provinz El Collao in der Region Puno im Süden Perus. Der Distrikt wurde am 12. Dezember 1991 gegründet. Er besitzt eine Fläche von 917 km². Beim Zensus 2017 wurden 49.454 Einwohner gezählt. Im Jahr 1993 lag die Einwohnerzahl bei 48.054, im Jahr 2007 bei 54.138. Sitz der Distrikt- und Provinzverwaltung ist die 3847 m hoch gelegene Stadt Ilave.

## Geographische Lage
Der Distrikt Ilave liegt im Nordwesten der Provinz El Collao. Er reicht vom Südwestufer des Titicacasees westlich der Mündung des Flusses Río Ilave etwa 66 km in südsüdwestlicher Richtung zu den nordöstlichen Ausläufern der peruanischen Westkordillere. Die Breite liegt bei ungefähr 15 km. Der Fluss Río Ilave durchfließt den Distrikt in überwiegend nördlicher Richtung.
Der Distrikt Ilave grenzt im Osten an den Distrikt Pilcuyo sowie an die Nachbarprovinz Chucuito. Im Süden liegt der Distrikt Conduriri, im Westen die Provinz Puno.